# Get Some Go Again
Get Some Go Again — шестой студийный альбом группы Rollins Band, выпущенный в 2000 году лейблом Dreamworks SKG.

## Об альбоме
По словам лидера и вокалиста группы Генри Роллинза, он давно хотел создать подобный альбом и его целью было сделать такую музыку на альбоме, над которой не надо слишком много думать, а нужно просто идти и делать.

### Музыка
Когда я слышу Get Some Go Again, то улавливаю в нём энтузиазм, духовность и страсть, которые я получаю в рок-музыке, в первую очередь. Этот альбом поднимает настроение, заставляет смотреть в будущее с оптимизмом и говорить: Не огорчайся, мы ещё дадим всем пинка под задницу!

### Лирика
Лирика альбома повествует о том, чем жертвует человек, чтобы хоть на минуту почувствовать себя счастливым.

## Список композиций
1. «Illumination» — 4:11
2. «Get Some Go Again» — 2:12
3. «Monster» — 3:03
4. «Love’s So Heavy» — 3:53
5. «Thinking Cap» — 4:11
6. «Change It Up» — 3:03
7. «I Go Day Glo» — 1:45
8. «Are You Ready?» — 2:43
9. «On the Day» — 3:44
10. «You Let Yourself Down» — 2:46
11. «Brother Interior» — 5:39
12. «Hotter and Hotter» — 3:50
13. «L.A. Money Train» — 14:13

## Участники записи
- Генри Роллинз — вокал
- Jason Mackenroth — ударные, саксофон
- Marcus Blake — бас
- Jim Wilson — гитара, пианино